# 1595 Tanga
1595 Tanga (1930 ME) là một tiểu hành tinh vành đai chính được phát hiện ngày 19 tháng 6 năm 1930 bởi C. Jackson và H. E. Wood ở Johannesburg.